# 樺太青年師範学校
| 樺太青年師範学校 （樺太青師） | 樺太青年師範学校 （樺太青師）                 |
| ----------------------------- | --------------------------------------------- |
| 創立                          | 1944年                                        |
| 所在地                        | 樺太豊原市東6条南6丁目 （樺太師範学校に附設） |
| 初代校長                      |                                               |
| 廃止                          | 1949年                                        |
| 後身校                        |                                               |
| 同窓会                        |                                               |

樺太青年師範学校 （からふとせいねんしはんがっこう） は、1944年 （昭和19年） に、樺太豊原市（現・ユジノサハリンスク）に設立された青年師範学校。

## 概要
- 1941年 （昭和16年） 設立の「樺太庁師範学校附設青年学校教員養成所」を前身とする。
- 1944年（昭和19年）、師範教育令の改正によって「樺太青年師範学校」となり、翌1945年（昭和20年）4月には樺太庁から文部省に移管されたが、同年8月のソ連対日参戦により教育活動を停止し、消滅した。

## 沿革

### 前史（1941年 - 1944年）
- 1941年（昭和16年）4月15日 - 樺太庁師範学校官制が一部改正され、樺太庁師範学校に附設（併設）される形で「樺太庁師範学校附設青年学校教員養成所」が設立される[1][2]。
- 1943年（昭和18年）4月14日 - 師範教育令の全部改正に伴う樺太庁諸学校官制の改正により、「樺太師範学校附設青年学校教員養成所」と改称[1][3]。

### 正史（1944年 - 1949年）
- 1944年（昭和19年）4月1日 - 師範教育令の一部改正により、樺太師範学校附設青年学校教員養成所が樺太庁立の「樺太青年師範学校」に改組される（従来通り樺太師範の附設）[1][4]。
- 1945年（昭和20年）
  - 4月1日 - 樺太の内地編入に伴い、樺太医専・樺太師範と共に文部省に移管される[1][5]。
  - 8月11日 - 同日以後、ソ連軍の樺太侵攻・占領により、樺太青師は教育活動を停止し、また新たに発足した南樺太民政局の教育行政も師範教育の実施を認めなかった。ただし、法令上は1949年（昭和24年）の国立学校設置法制定まで、名目的にだが存続した[6]。
- 1947年（昭和22年）1月以降 - 校長以下の学校関係者が樺太から正式に引揚げ、樺太師範・樺太青師の教職員および生徒は北海道以南の各地の師範学校に移籍した。樺太青師の生徒の多くは北海道青師へ転入した[6][7]。
- 1949年（昭和24年）5月31日 - 国立学校設置法の公布・施行により正式に廃止される[6][8]。